# Aglaureion
Het Aglaureion was een heiligdom ter ere van de heldin Aglauros op de helling van de Akropolis in het oude Athene.

## Ligging
De ligging van het Aglaureion is niet exact bekend. In 1980 werd echter op de oosthelling van de Akropolis een stele met inscriptie uit de 3e eeuw v.Chr. gevonden die nog in situ (op zijn oorspronkelijke plaats) was en waarin staat dat de stele ter ere van de priesteres van Aglauros moest worden opgericht in het heiligdom van Aglauros. Sindsdien neemt men aan dat het Aglaureion op de oosthelling van de Akropolis lag, en niet op de noordhelling, zoals tot dan toe meestal werd verondersteld.
In ieder geval moet het Aglaureion bij een steil deel van de Akropolis gelegen hebben, want Herodotus (8,53) vertelt dat de Perzen in 480 v.Chr. de Akropolis beklommen dicht bij het Aglaureion op een plaats die zo steil was dat hij niet eens bewaakt werd.

## Functie
In het Aglaureion werd de ‘eed van de efeben’ afgelegd door jonge Atheners. Zij zwoeren daarin hun vaderland te verdedigen, met als getuigen de goden Aglauros, Hestia, Enyo, Enyalios, Ares and Athena Areia, Zeus, Thallo, Auxo, Hegemone en Herakles.
Het lijkt niet waarschijnlijk dat dit samenhangt met de bekendste mythe over Aglauros. Volgens deze mythe gaf Athena aan de dochters van Kekrops, Aglauros, Herse en Pandrosos, Erichthonios, die ze in een kist had verstopt, waarbij ze hen verbood in de aan hen toevertrouwde kist te kijken. Pandrosos gehoorzaamde, maar de andere twee openden de kist en werden waanzinnig toen ze Erichthonios zagen en stortten zich van het steilste deel van de Akropolis.
Aannemelijker is dat de aanleiding voor de eed van de efeben de mythe is dat Aglauros zich zou hebben opgeofferd voor het vaderland, toen Eumolpos oorlog voerde tegen Erechtheus. Volgens een orakel van Apollo zou deze oorlog pas stoppen als iemand zich zou opofferen voor de stad. Daarop offerde Aglauros zich vrijwillig op door zich van de vestingmuur te storten. Volgens de schrijver Philorchus werd er na de oorlog een tempel voor haar gebouwd boven deze plaats, dicht bij de ingang tot de stad (Philochorus, FGH 328 F 105-106 = Scholia in Demosthenes 19,303).